# José Pilar Reyes
José Pilar Reyes Requenes, né le 12 octobre 1955 à Aguascalientes au Mexique, est un footballeur international mexicain, qui évoluait au poste de gardien de but, avant de devenir ensuite entraîneur.

## Biographie

### Carrière de joueur

#### Carrière en club
José Pilar Reyes joue plus de 200 matchs en première division mexicaine, notamment avec les Tigres UANL, club où il évolue pendant sept saisons.
Il remporte deux titres de champion du Mexique avec les Tigres.

#### Carrière en équipe nationale
Il joue 20 matchs en équipe du Mexique entre 1977 et 1981.
Il figure dans le groupe des sélectionnés lors de la Coupe du monde de 1978. Lors du mondial organisé en Argentine, il joue deux matchs : contre la Tunisie, et l'Allemagne.

## Palmarès
| Tigres UANL - Championnat du Mexique (2) : - Champion : 1977-78 et 1981-82. - Vice-champion : 1979-80. |  | Tampico Madero - Championnat du Mexique : - Vice-champion : 1984-85 et 1985-86. |